# Jumpei Tanaka
Jumpei Tanaka (japanisch 田中 純平 Tanaka Jumpe; * 6. Dezember 1999 in der Präfektur Kumamoto) ist ein japanischer Fußballspieler.

## Karriere
Jumpei Tanaka erlernte das Fußballspielen in der Jugendmannschaft des Sharm FC Kumamoto, in der Schulmannschaft der Nagasaki University of Science High School sowie in Universitätsmannschaft der Universität Fukuoka. Seinen ersten Vertrag unterschrieb er im Februar 2022 bei Tegevajaro Miyazaki. Der Verein aus Miyazaki, einer Stadt in der Präfektur Miyazaki, spielte in der dritten japanischen Liga. Sein Drittligadebüt gab Jumpei Tanaka am 28. August 2022 (22. Spieltag) im Heimspiel gegen den YSCC Yokohama. Bei dem 1:0-Heimsieg wurde er in der 67. Minute für Ryota Kamino eingewechselt. In seiner ersten Profisaison bestritt er drei Ligaspiele.